# Nippon Music Foundation
Pour les articles homonymes, voir NMF (homonymie).
La Nippon Music Foundation (NMF) est une organisation placée sous la supervision de la division « promotion des arts et de la culture » de l'Agence pour les Affaires culturelles, un organisme spécial du ministère japonais de l'Éducation.
L'objectif de la fondation, créée le 23 mars 1974, est de développer des réseaux internationaux de musique et de susciter l'intérêt du public pour la musique. Son activité principale est le prêt d'instruments de musique à des musiciens talentueux.

## Collection d'instruments de musique
La Nippon Music Foundation possède dans sa dotation une des plus grandes collections d'instruments anciens manufacturés par le luthier Antonio Stradivari (1644-1737), ainsi que deux autres réalisés par Giuseppe Guarneri (1698-1744).

## Les instruments
En 2019, la Nippon Music Foundation disposait de 21 instruments confectionnés par Antonio Stradivari et Guarneri.

### ParGuarneri
Violons
- 1736 : Muntz
- 1740 : Ysaÿe

### ParStradivarius
Violoncelles
- 1696 : Aylesford
- 1730 : Feuermann ; De Munck ; Gardiner
- 1736 : Paganini ; Ladenburg

Altos
- 1731 : Paganini ; Mendelssohn

Violons
- 1680 : Paganini ; Desaint
- 1702 : Lord Newlands
- 1706 : Dragonetti
- 1708 : Huggins
- 1709 : Engleman
- 1710 : Duc de Camposelice
- 1714 : Dolphin ; Delfino
- 1715 : Joachim-Aranyi
- 1716 : Otto Booth
- 1717 : Sasserno
- 1722 : Jupiter ; ex-Goding
- 1725 : Wilhelmj
- 1727 : Paganini ; Comte Cozio di Salabue
- 1736 : Muntz